# Diplomacija
Diplomacija je umetnost in veščina vodenja pogajanj med predstavniki različnih skupin oz. držav.
Po navadi se pojem nanaša na mednarodno diplomacijo, preko katere se s pomočjo poklicnih diplomatov ustvarjajo in vzdržujejo mednarodni odnosi, predvsem na področjih mirovništva, kulture, gospodarstva, trgovine in vojaštvo. Mednarodni sporazumi so tako sestavljeni s pomočjo pogajanj s strani diplomatov, nakar jih morajo potrditi še politiki vpletenih strani.
Neformalni oz. sociološki pojem označuje diplomacijo kot uporaba taktike za dosego strateške prednosti.
Največja diplomatska organizacija na svetu je Organizacija združenih narodov.